# 韋菲特·辛奴
韋菲特·辛奴（Wilfried Sanou，1984年3月16日—）生于博博迪烏拉索，現效力浦和紅鑽（從科隆借用）。

## 外部連結
- Profile at Kicker.de （页面存档备份，存于）
- Profile at SC Freiburg.de